# Nyktimene
Nyktimene (gr. Νυκτιμένη) – postać z mitologii greckiej, córka króla Lesbos Epopeusa lub władcy Etiopii Nykteusa.
Zakochał się w niej ojciec, który uwiódł ją lub zgwałcił. Zhańbiona niegodziwym występkiem Nyktimene skryła się w lesie. Atena ulitowała się nad dziewczyną, zamieniając ją w sowę. Stąd ptak ten unika światła i ludzi, wylatując jedynie nocą.